# Obscured by Clouds
1972. június 3-án (Amerikában június 15-én) megjelent a Pink Floyd második filmzene-albuma, Obscured by Clouds címmel. A zene Barbet Schroeder La Vallée (A völgy) című filmjéhez készült. Az album Nagy-Britanniában a 6., Amerikában a 46. lett (itt 1994 márciusában aranylemez). Ez volt az első Pink Floyd-album, mely bekerült az amerikai Top 50-be.
1986-ban megjelent a CD változat, majd 1996 márciusában Nagy-Britanniában és ugyanez év augusztusában Amerikában is kiadták a digitálisan felújított változatot.
A Childhood’s End című dalt Arthur C. Clarke azonos című regénye ihlette.
Ez az első Pink Floyd-album, melyen a VCS-3 szintetizátor-t használták.

## Az album dalai
1. Obscured by Clouds (Roger Waters – David Gilmour) – 3:03
2. When You’re In (Roger Waters – David Gilmour – Nick Mason – Richard Wright) – 2:30
3. Burning Bridges (Richard Wright – Roger Waters) – 3:29
4. The Gold It’s in the…  (Roger Waters – David Gilmour) – 3:07
5. Wot’s… Uh the Deal (Roger Waters – David Gilmour) – 5:08
6. Mudmen (Richard Wright – David Gilmour) – 4:20
7. Childhood’s End (David Gilmour) – 4:31
8. Free Four (Roger Waters) – 4:15
9. Stay (Richard Wright – Roger Waters) – 4:05
10. Absolutely Curtains (Roger Waters – David Gilmour – Richard Wright – Nick Mason) – 5:52

## Közreműködők
- David Gilmour – gitár, ének, VCS-3
- Roger Waters – basszusgitár, ének, VCS-3
- Richard Wright – billentyűs hangszerek, ének, VCS-3
- Nick Mason – dob, ütőhangszerek

## Helyezések
Album – Billboard (Amerika)
| Év   | Lista       | Helyezés |
| ---- | ----------- | -------- |
| 1972 | Pop Albumok | 46       |

## Külső hivatkozások
- Általános információk